# Gayophytum racemosum
Gayophytum racemosum är en dunörtsväxtart som beskrevs av Thomas Nuttall, John Torrey och Gray. Gayophytum racemosum ingår i släktet Gayophytum och familjen dunörtsväxter. Inga underarter finns listade i Catalogue of Life.